# Aïn Draham
Aïn Draham (in arabo عين دراهم‎?) è una città del nord-ovest della Tunisia, posta 25 km a sud di Tabarka.
Fa parte del governatorato di Jendouba ed è capoluogo della delegazione omonima, che conta 40 732 abitanti.   La città conta 10 843 abitanti.
Sorge ad un'altitudine di 800 m sulle pendici del Djebel Bir (1014 m), nei monti della Crumiria. Questa regione è la più umida della Tunisia, con il record nazionale di precipitazioni di 1.534 mm all'anno.
Il nome significa "sorgente d'argento", evocando le sorgenti calde solforose già utilizzate dai Romani nell'antichità, come testimoniano alcune vestigia di terme presenti.
Durante il periodo del protettorato francese, tra il 1881 e il 1956, Aïn Draham è stata una località di villeggiatura.